# Свердловский театр драмы
«Свердло́вский госуда́рственный академи́ческий теа́тр дра́мы» — российский драматический театр Свердловской области, основанный 2 октября 1930 года в Свердловске. С 1977 года носит почётное звание «академический». Награждён орденом Трудового Красного Знамени (1980).
Полное наименование — «Государственное автономное учреждение культуры Свердловской области „Свердловский государственный академический театр драмы“».

## История создания
В XIX веке гастрольные драматические коллективы приезжали в Екатеринбург так часто, что в 1847 году для них выстроили специальное здание Городского театра (ныне — кинотеатр «Колизей»).
В 1920-е годы в Свердловске выступали передвижные труппы и гастролировали столичные театры: Театр Революции (1926), Ленинградский Большой драматический театр (1927), Театр имени Мейерхольда (сезон 1927/1928). В 1926 году в Свердловске организовали свой самодеятельный Театр рабочей молодёжи. Форсированная индустриализация конца 1920-х годов, стройки и рост числа рабочих, студентов и научно-технических работников обусловили спрос на постоянно действующий драматического театр. В 1929 году Центральный комитет Пролеткульта предпринимал попытку создания стационарного драмтеатра — филиала Московского рабочего театра, но коллектив проработал только один сезон.
Осенью 1928 года в Свердловск был приглашён передвижной театр «Красный факел» из Украинской ССР, снискавший у уральской публики устойчивый успех. Уже в марте 1929 года Областным советом рабочих, крестьянских и красноармейских депутатов обсуждался вопрос о постройке для коллектива специального театрального здания. Но и второй сезон открыли 24 ноября в здании на ул. Вайнера, 10 спектаклем «Огненный мост» по пьесе Б. Ромашова. Зрительный зал вмещал до 1170 мест.
За оба сезона было сыграно свыше 700 спектаклей, 25 премьер. Успешному коллективу предлагали остаться на постоянной основе, но театр покинул Свердловск, не приняв выставленные условия.
После отъезда «Красного факела» вновь возник вопрос о создании собственного драматического театра. В находящемся в Государственном архиве Свердловской области письме Управления городскими театрами при Отделе народного образования Свердловского городского совета от 20 июня 1930 года говорится об открытии зимнего сезона драмтеатра 1930/1931 годов. У истоков нового театра стояли зрелые мастера сцены Михаил Бецкий, Всеволод Ордынский и Николай Шульгин, комплектованием труппы занимался театральный деятель Мориц Шлуглейт. Первоначально труппа состояла из актёров передвижного коллектива, работавшего в Перми, выпускников Ленинградской театральной школы, всего 87 человек, включая художественное руководство и 20 актёров вспомогательного состава. Открытие состоялось 2 октября 1930 года спектаклем «Первая конная» по пьесе Всеволода Вишневского (режиссёр Павел Рудин).
Свой первый сезон драматический театр провёл, будучи одним из подразделений Управления городскими театрами, куда также вошли Оперный театр имени Луначарского и ТЮЗ. Однако уже в 1931 году, в силу своей нежизнеспособности, организация была расформирована. В формировании труппы большую роль сыграл второй директор театра С. К. Зимницкий, а также новый главный режиссёр театра Иван Ефремов. Именно благодаря Ефремову театр отличался актуальными, злободневными постановками, откликавшимися на события 1930-х годов: интервенция Германии и Италии против Испанской республики, фашистская экспансия на восток, оккупация Австрии и Чехословакии — всё это находило отражение на сцене. В это время ставились пьесы Иосифа Прута «Мстислав Удалой» и «Год 19-й», посвящённые гражданской войне. В 1937 году И. С. Ефремов и Г. Л. Георгиевский поставили трагедию Георгия Мдивани «Альказар» о событиях в Испании. В 1939 году впервые в СССР была поставлена пьеса Карела Чапека «Мать». Театр был на связи с предприятиями Уральской области, было взято шефство над Уралмашзаводом.
Первые гастроли театра состоялись в Магнитогорск в 1934 году.
В годы Великой Отечественной войны в театре ставили спектакли для воинских частей, уходящих на фронт. Всего за годы войны было показано более 1 600 спектаклей и концертов на фронте, 715 — в воинских частях и госпиталях; кроме того, драмтеатр осуществлял и материальный вклад в борьбу с врагом: 824 000 рублей было внесено в фонд обороны, около 90 000 рублей — в фонд помощи детям фронтовиков.
В 1946—1948 годах, после выхода постановления ЦК ВКП(б) о репертуаре драматических театров и мерах по его улучшению, Свердловский драматический театр, обвинённый в постановке «безыдейных зарубежных пьес и пренебрежении к современной теме», был вынужден сменить принципы формирования репертуара: на сцену стали выпускать одобренные цензурой «благонамеренные» постановки. В то же время театр обращался к серьёзным произведениям: «Бархатный сезон» Н. Погодина, «Девочки» В. Пановой и т. п.
Важным этапом в истории театра стали московские гастроли в 1974 году: спектакли «Борис Годунов», «Миндаугас» Ю. Марцинкявичюса, «У времени в плену» А. Штейна были высоко оценены критикой.

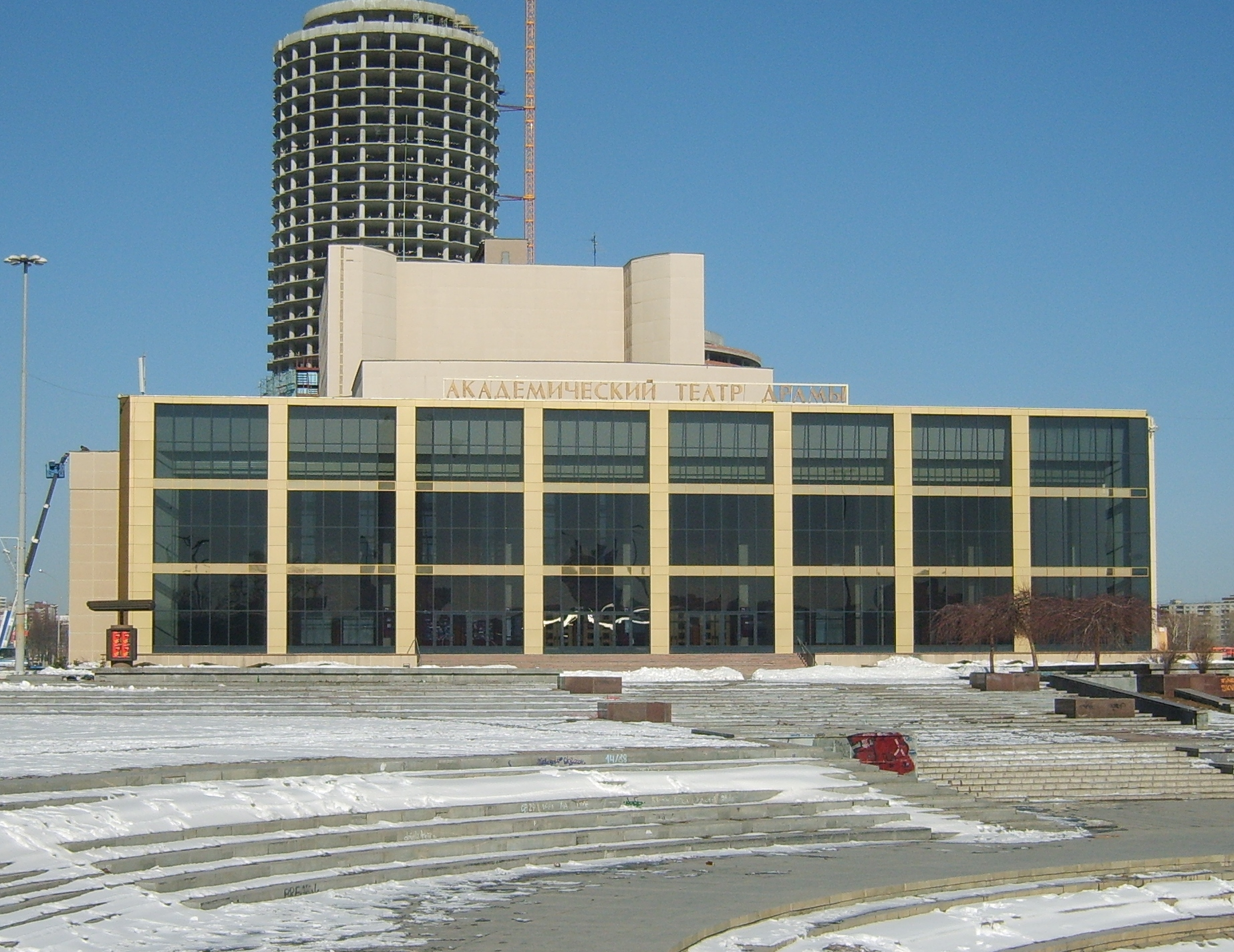
Новое здание в 2009 году

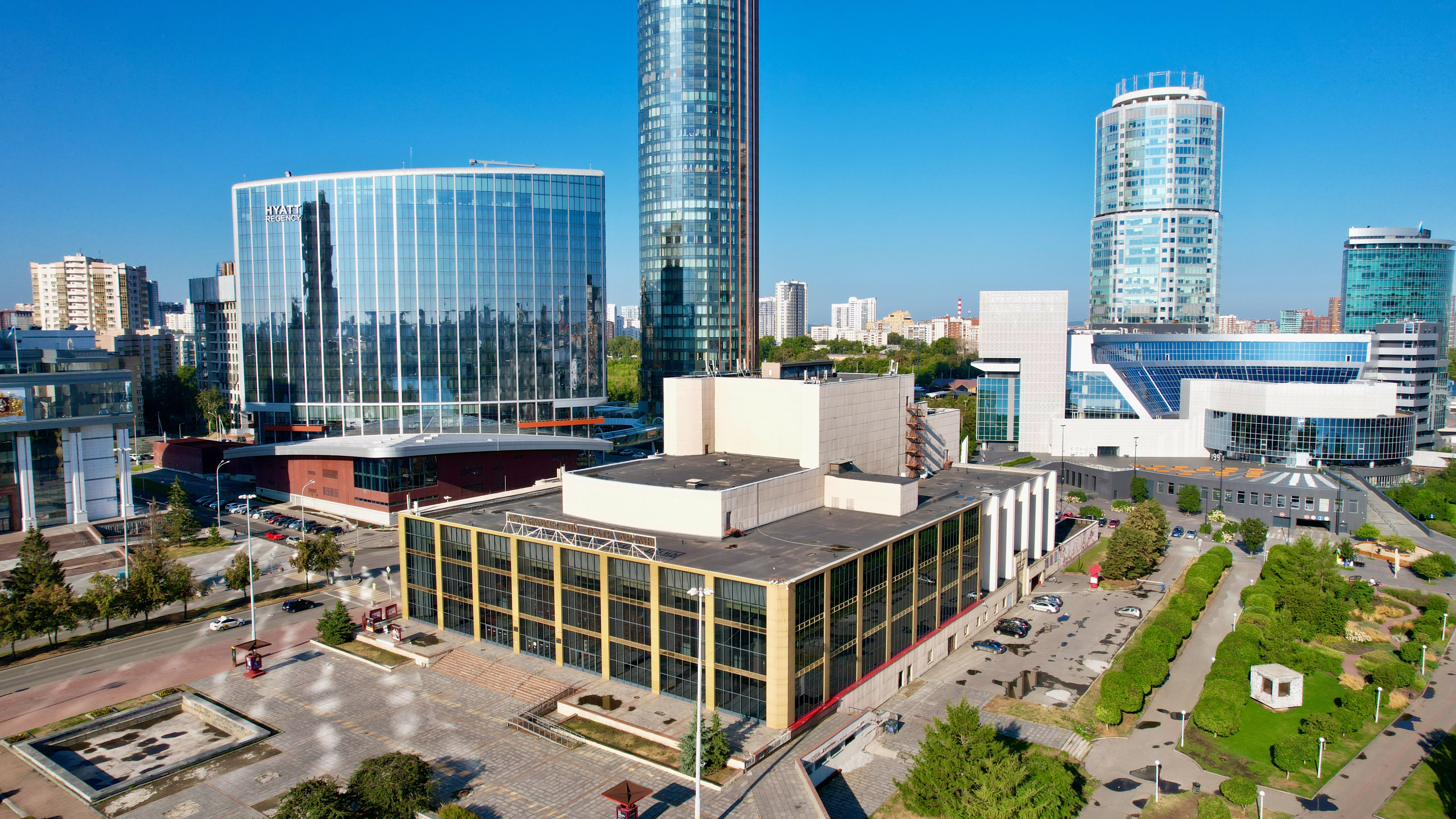
Новое здание в 2022 году

Интерьеры
В феврале 1977 года приказом Министерства культуры СССР театру привоили почётное звание «академического», а 2 октября 1980 года Указом Президиума Верховного Совета СССР был награждён орденом Трудового Красного Знамени.
В 1990 году театр драмы переехал в новое здание на Октябрьской площади, 2.
В репертуар театра входят классические пьесы М. Горького, А. Толстого, А. Чехова, Э. Де Филиппо, У. Шекспира, часто в самобытной интерпретации; особое внимание уделялось актуальным современным постановкам: так, в 1940-е годы ставилась пьеса К. Симонова, в 1970-е — В. Розова. Широко представлена и уральская драматургия: пьесы по произведениям Д. Мамина-Сибиряка, А. Салынского, Ю. Мячина, В. Очеретина, Д. Медведева, А. Гребнева, Э. Вериго, а также Н. Коляды.

### Главные режиссёры
- 1930—1931 — Павел Рудин[11][12]
- 1931—1932 — Алексей Дикий[6]
- 1932—1933 — Василий Чиркин[6]
- 1933 — Владимир Татищев[6]
- 1935—1936 — Авраам Треплев
- 1936—1940 — Иван Ефремов
- 1940—1942 — Василий Фёдоров
- 1942—1943 — Александр Винер
- 1943—1952 — Ефим Брилль
- 1952—1967 — Вениамин Битюцкий
- 1967—1981 — Александр Соколов
- 1980-е — Александр Попов
- 1980-е — Александр Созонтов
- 1990—1991 — Владимир Марченко
- 1991—1996 — Султан Абдиев
- 1998—2000 — Владимир Гурфинкель
- 2000—2001 — Валерий Пашнин
- 2002—2005 — Николай Глинский (Николай Попков)
- 2005—2009 — Владимир Рубанов
- 2009—2011 — Александр Исаков[13]
- 2013—н. в. — Алексей Бадаев

### Режиссёры
- Владимир Агеев
- Вячеслав Анисимов (c 1975 по 1988)
- Эдуард Аракелов (с 1973 по 1978)
- Дмитрий Астрахан
- Даниил Ахмедов
- Александр Баргман
- Уланбек Баялиев
- Александр Блинов (с 1968 по 2014)
- Никита Бурлаков (с 2018)
- Георгий Георгиевский
- Олег Гетце (2016)
- Андрей Горбатый
- Юрий Жигульский
- Михаил Заец (с 2018 по 2022)
- Дмитрий Зимин (с 2017 по н. в.)[14]
- Дмитрий Касимов (с 2011 по 2014)
- Аркадий Кац (1998—1999)
- Григорий Козлов
- Николай Коляда (с 1994 по 2002)
- Александр Коробицын (1996)
- Пётр Куртов
- Евгений Ланцов (с 2005 по 2006)
- Григорий Лифанов
- Владимир Макеранец (2002)
- Валерий Медведев
- Владимир Мирзоев
- Дмитрий Михайлов (с 2021)
- Владимир Панков
- Евгений Плавинский (c 1951 по 1961)
- Анатолий Праудин
- Егор Равинский
- Андрей Русинов (с 2009 по 2016)
- Александр Углов
- Даниил Чащин (2022)
- Владимир Шапиро

### Актёры прошлых лет
Народные артисты СССР
- Ильин Б. Ф (1936—1979)
- Курочкин В. А. (1946)
- Мансуров М. Ф. (1937—1948)

Народные артисты РСФСР и РФ
- Амман-Дальская Е. К. (1934—1962)
- Апитин Г. П. (1971—1977)
- Ардаров Г. П.
- Буйный М. А.
- Бурэ-Небельсен В. А. (1932—1938)
- Васильев Ю. П.
- Вельяминов П. С. (1969—1970)
- Волошин Н. Г.
- Воронин В. А. (1967—2019)
- Георгиевский Г. А.
- Гецов Г. Е. (1946— ?)
- Захарова Е. С.
- Кириличев В. Т. (1965—2022)
- Ломако В. И.
- Ляхова Е. Ф.
- Малягина Т. К. (1977—2001)
- Марченко В. И. (1965—2004)
- Мелёхин Г. М.
- Мелехов В. Д. (1972—2011)
- Охлупин Л. Д.
- Петипа Н. К.
- Петров А. В. (1965—2009)
- Ратомский В. Н. (1933—1937)
- Слонова Н. И.
- Токарева М. А.
- Умпелева Г. Н. (1968—2016)
- Чередников С. А.
- Чермянинов В. Д.
- Шарова Н. А. (1939— ?)
- Шатрова В. М. (1950—2007)

Заслуженные артисты РСФСР и России
- Бакиров Р. А. (1984—2014)
- Берёзкин А. Д. (1934—1972)
- Бецкий М. А. (1930—1937)
- Борисова Е. А.
- Буторина М. М.
- Величко В. И.
- Ветковская К. П.
- Волков И. Н.
- Вологдин К. А. (1961)
- Галямов Р. С. (2005—2009)
- Герасимов И. В.
- Горшенина В. З.
- Денисенкова Л. Н. (1975—2004)
- Едугин А. Д.
- Заря И. Г.
- Иванов М. В.
- Ильин А. А.
- Ирышкова В. Н. (1971—2010)
- Катков А. А. (1983—1987)
- Кисловский Л. И.
- Коваленко В. В.
- Крячун Л. И. (1965—1972)
- Лахин Ю. Н.
- Лепштейн И. Г.
- Малиновская З. К.
- Максимов К. П.
- Молчанов Б. З. (1939—1965)
- Ордынский В. Г. (1930—1945)
- Писарев В. Ю. (1970— ?)
- Соколова М. Н.
- Солоницын А. А.
- Третьяков Н. В.
- Шульгин Н. М.[азерб.] (1930—1938)
- Ягодин О. В. (1998—2004)

Артисты
Голлидэй С. Е., Зимина Т. В., Коляда Н. В., Логинов В. А.

## Современный состав труппы
Народные артисты России
- Белковская В. М. (с 1977)

Заслуженные артисты России
- Быков М. Н.
- Горнштейн Б. И.
- Ермолова И. В.
- Кравченко И. П.
- Кылосов А. А..
- Мосунова (Жигарь) И. Ф. (с 1977)
- Савинова М. А.

Артисты
Агапов А. А., Андрюков И. А., Белейчева М. А., Бичев. В. М., Бурлаков Н. А., Бутакова Ю. А., Бушуев Е. А., Виненков И. С., Голубева Т. А., Газизова В. О., Гарифуллин И. Н., Живоглядова Е. А., Жигарь А. А., Заикин С. В., Зимин Д. С., Зольников А. А., Иванова Н. В., Калинина И. Н., Каткова А. А., Кожевин И. В., Кондратенко Е. И., Корбесашвили В. Н., Костина Ю. С., Кузюткина Ю. Н., Кусков А. Н., Леонова Е. Ю., Малинникова Т. С., Малкова А. Н., Мальчикова О. И., Михайлов Д. Ю., Остапенко Е. Ю., Орлова С. Ф., Попов К. А., Порошин И. В., Саверченко П. В., Смаженко Е. С., Смирнов В. М., Сндеян С. Г., Соколова Е. В., Хайретдинов Д. Ф., Хворов А. А., Хвостов А. В., Шавкунов К. Д., Щипанов А. В.

## Руководители
- 1930—1931 — Савелий Ходес[12]
- 1931—1940 — Семён Зимницкий[12]
- 1940—1943 — М. А. Смычкович
- 1943—1945 — Ефим Брилль
- 1946—1960 — Екатерина Акимова
- 1960—1967 — Евгений Радукин
- 1967—1986 — Зинаида Черткова[15]
- 1986—1996 — Эльвира Сидорова
- 1996—1999 — Михаил Сафронов
- 1999—2013 — Юрий Махлин[16][17]
- 2013— н. в. — Алексей Бадаев

## Репертуар
1930
- «Боевики» А. Баранова и И. Келлера, режиссёр П. Рудин — премьера 22 декабря
- «Гроза» А. Островского, режиссёр П. Рудин — премьера 12 ноября
- «Диктатура» И. Микитенко, режиссёр А. Смеянов — премьера 10 октября
- «Доходное место» А. Островского, режиссёр Л. Травин — премьера 5 декабря
- «Первая конная» Вс. Вишневского, режиссёр П. Рудин — премьера 2 октября
- «Сенсация» Б. Хекта, режиссёр П. Рудин — премьера 25 октября
- «Темп» Н. Погодина, режиссёр П. Рудин — премьера 5 октября

1931
- «Вьюга» В. Шимкевича, режиссёр А. Смеянов — премьера 21 марта
- «Гута» Н. Погодина, режиссёр М. Бецкий — премьера 16 февраля
- «Инженеры» А. Григера, режиссёр И. Орлов — премьера 27 января
- «Кто идёт?» В. Шкваркина, режиссёр И. Эллис — премьера 7 марта
- «Поэма о топоре» Н. Погодина, режиссёр П. Рудин — премьера 15 апреля
- «Ревизор» Н. Гоголя, режиссёр Г. Георгиевский — премьера 5 декабря
- «Страх» А. Афиногенова, режиссёр А. Дикий — премьера 4 ноября
- «Утопия» А. Штейна и П. Тур, режиссёр Э. Краснянский — премьера 1 октября

1932
- «Безумный день» П. Бомарше, режиссёр В. Татищев — премьера 6 декабря
- «Класс» / «Вглядись» А. Арбузова, режиссёр И. Эллис — премьера 19 марта
- «Земля и небо» П. Тур и Л. Тур, режиссёр И. Ефремов — премьера 13 сентября
- «Миллион Антониев» П. Градова и В. Орлова, режиссёр А. Смеянов — премьера 26 апреля
- «На дне» М. Горького, режиссёр М. Бецкий — премьера 28 марта
- «Разгром» А. Фадеева и М. Нарокова, режиссёр В. Чиркин — премьера 6 ноября
- «Улица радости» Н. Зархи, режиссёр И. Эллис — премьера 4 июня

1933
- «Возвращенцы» А. Неврозова, режиссёр В. Чиркин — премьера 17 марта
- «Горе от ума» А. Грибоедова, режиссёр В. Татищев — премьера 30 сентября
- «Егор Булычов и другие» М. Горького, режиссёр В. Татищев — премьера 17 апреля
- «Интервенция» Л. Славина, режиссёр А. Смеянов — премьера 11 сентября
- «Мой друг» Н. Погодина, режиссёр А. Смеянов — премьера 10 февраля
- «Слишком правдиво, чтобы быть приятным» Б. Шоу, режиссёр В. Татищев — премьера 18 октября
- «Чужой ребёнок» В. Шкваркина, режиссёр А. Смеянов — премьера 30 декабря

1934
- «Бойцы» Б. Ромашова, режиссёр Л. Прозоровский — премьера 5 ноября
- «Дорога цветов» В. Катаева, режиссёр Б. Великанов — премьера 29 декабря
- «Достигаев и другие» М. Горького, режиссёр Б. Захава — премьера 10 марта
- «Любовь Яровая» К. Тренёва, режиссёр И. Ефремов при участии Г. Георгиевского — премьера 12 мая
- «Суд» В. Киршона, режиссёр И. Ефремов при участии Г. Георгиевского — премьера 12 апреля
- «Уриэль Акоста» К. Гуцкова, режиссёр М. Бецкий — премьера 30 января
- «Хозяйка гостиницы» К. Гольдони, режиссёр И. Ефремов — премьера 23 ноября
- «Часовщик и курица» И. Кочерги, режиссёры П. Васильев и Г. Георгиевский — премьера 9 декабря

1935
- «Без вины виноватые» А. Островского, режиссёр Н. Покровский — премьера 11 февраля
- «Гибель эскадры» А. Корнейчука, режиссёр И. Ефремов и Г. Георгиевский — премьера 11 мая
- «Жизнь зовёт» В. Билль-Белоцерковского, режиссёр П. Васильев — премьера 23 января
- «Коварство и любовь» Ф. Шиллера, режиссёр А. Треплев — премьера 12 октября
- «Начало жизни» Л. Первомайского, режиссёр Л. Дашковский — премьера 15 декабря
- «Платон Кречет» А. Корнейчука, режиссёр А. Кричко — премьера 5 апреля

1936
- «Анна Каренина» по роману Л. Толстого, режиссёры Л. Дашковский и Г. Георгиевский — премьера 23 декабря
- «Бесприданница» А. Островского, режиссёр Л. Дашковский — премьера 15 февраля
- «Враги» М. Горького, режиссёр А. Треплев — премьера 11 января
- «Горячее сердце» А. Островского, режиссёры И. Ефремов и Г. Георгиевский — премьера 5 октября
- «Далёкое» А. Афиногенова, режиссёр В. Савик-Сакс — премьера 22 апреля
- «Концерт» А. Файко, режиссёры И. Ефремов и Г. Георгиевский — премьера 22 марта
- «Мстислав Удалой» И. Прута, режиссёр Л. Дашковский — премьера 11 мая
- «На дне» М. Горького, режиссёр Л. Эльстон — премьера 23 ноября
- «Слава» В. Гусева, режиссёр Б. Рощин — премьера 9 октября

1937
- «Альказар» Г. Мдивани, режиссёры И. Ефремов и Г. Георгиевский — премьера 23 июля
- «Беспокойная старость» Л. Рахманова, режиссёр Г. Георгиевский — премьера 29 декабря
- «Год 1919-й» И. Прута, режиссёр И. Ефремов — премьера 29 января
- «Лес» А. Островского, режиссёр Л. Эльстон — премьера 23 мая
- «Лес шумит» Е. Пермяка, режиссёры И. Ефремов и Г. Георгиевский — премьера 29 ноября
- «На берегу Невы» К. Тренёва, режиссёры И. Ефремов и Г. Георгиевский — премьера 3 ноября
- «Пушкин» А. Глобы, режиссёр Б. Рощин — премьера 11 апреля
- «Рюи Блаз» В. Гюго, режиссёр К. Андронников — премьера 17 декабря

1938
- «Обрыв» И. Гончаров, режиссёр К. Андронников — премьера 6 октября
- «Огни маяка» Л. Карасёв, режиссёр Г. Георгиевский — премьера 23 марта
- «Очная ставка» Братьев Тур и Л. Шейнина, режиссёры И. Ефремов и Г. Георгиевский — премьера 23 февраля
- «Падь Серебряная» Н. Погодина, режиссёр Г. Георгиевский — премьера 23 декабря
- «Последние» М. Горького, режиссёр К. Андронников — премьера 5 мая
- «Простая девушка» В. Шкваркина, режиссёр К. Андронников — премьера 29 января
- «Царь Фёдор Иоаннович» А. Толстого, режиссёр И. Ефремов — премьера 23 апреля
- «Человек с ружьём» Н. Погодина, режиссёр И. Ефремов — премьера 5 ноября

1939
- «Мать» К. Чапека, режиссёры И. Ефремов и Г. Георгиевский — премьера 23 мая; впервые в СССР
- «Отелло» У. Шекспира, режиссёр К. Андронников — премьера 17 февраля
- «Павел Греков» Б. Войтехова и Л. Ленча, режиссёры И. Ефремов и Г. Георгиевский — премьера 23 марта
- «Похищение Елены» Л. Вернейля, режиссёр В. Битюцкий — премьера 27 ноября
- «Собака на сене» Л. де Вега, режиссёр И. Ефремов — премьера 26 октября

1940
- «Богдан Хмельницкий» А. Корнейчука, режиссёр И. Ефремов — премьера 11 января
- «Большевик» Д. Деля, режиссёр И. Ефремов и Г. Георгиевский — премьера 25 мая
- «Волки и овцы» А. Островского, режиссёр В. Битюцкий — премьера 16 сентября
- «Варвары» М. Горького, режиссёр П. Гузей — премьера 16 октября
- «Гроза» А. Островского, режиссёр Г. Георгиевский — премьера 27 марта
- «Кремлёвские куранты» Н. Погодина, режиссёр В. Битюцкий — премьера 30 ноября
- «Сады цветут» В. Масса и Н. Куличенко, режиссёр В. Битюцкий — премьера 25 февраля
- «Сашка» К. Финна, режиссёр Г. Георгиевский — премьера 10 июля
- «Средство Макропулоса» К. Чапека, режиссёр И. Ефремов — премьера 13 апреля; впервые в СССР
- «Страшный суд» В. Шкваркина, режиссёр В. Битюцкий — премьера 23 июня
- «Цена жизни» В. Немировича-Данченко, режиссёр В. Дарвишев — премьера 31 октября

1941
- «XX лет спустя» М. Светлова, режиссёр В. Битюцкий — премьера 5 ноября
- «Анна Лучинина» К. Тренёва, режиссёр В. Дарвишев — премьера 2 октября
- «В степях Украины» А. Корнейчука, режиссёр В. Дарвишев — премьера 27 марта
- «Васса Железнова» М. Горького, режиссёр В. Битюцкий — премьера 13 апреля
- «Дама-невиимка» П. Кальдерона, режиссёр В. Битюцкий — премьера 19 февраля
- «Живой труп» Л. Толстого, режиссёр В. Фёдоров — премьера 29 января
- «Король Лир» У. Шекспира, режиссёр В. Фёдоров — премьера 12 мая
- «Парень из нашего города» К. Симонова, режиссёр В. Фёдоров — премьера 8 августа
- «Фельдмаршал Кутузов» В. Соловьёва, режиссёр В. Битюцкий — премьера 27 сентября

1942
- «Звёзды не могут погаснуть» Б. Ромашова, режиссёр В. Битюцкий — премьера 29 сентября
- «Здравствуй, оружие!» Б. Войтехова, режиссёр В. Фёдоров — премьера 2 мая
- «Крылатое племя» А. Первенцев, режиссёр В. Фёдоров — премьера 27 января
- «Осада мельницы» Э. Золя, режиссёр В. Битюцкий — премьера 20 февраля
- «Ревизор» Н. Гоголя, режиссёр В. Фёдоров — премьера 31 марта
- «Русские люди» К. Симонова, режиссёр А. Винер — премьера 6 ноября
- «Фронт» А. Корнейчука, режиссёр А. Винер — премьера 20 декабря

1943
- «Жди меня» К. Симонова, режиссёр А. Винер — премьера 7 марта
- «Женитьба Бальзаминова» А. Островского, режиссёр В. Битюцкий — премьера 5 ноября
- «Лодочница» Н. Погодина, режиссёр Е. Брилль — премьера 12 декабря
- «Пётр Крымов» К. Финна, режиссёр И. Эдельман — премьера 23 апреля

1944
- «Дядя Ваня» А. Чехова, режиссёр Е. Брилль — премьера 17 февраля
- «Зыковы» М. Горького, режиссёр В. Битюцкий — премьера 27 мая
- «Поединок» Братьев Тур и Л. Шейнина, режиссёр Е. Брилль — премьера 9 ноября
- «Собака на сене» Л. де Вега, режиссёр Е. Брилль — премьера 3 апреля
- «Урок дочкам» И. Крылова, режиссёр В. Битюцкий — премьера 21 ноября

1945
- «Великий государь» В. Соловьёва, режиссёр Е. Брилль — премьера 26 декабря
- «Офицер флота» А. Крона, режиссёр Е. Брилль — премьера 27 января
- «Профессор Полежаев» Л. Рахманова, режиссёр Е. Агуров — премьера 22 апреля
- «Самолёт опаздывает на сутки» Н. Рыбака и И. Савченко, режиссёр Е. Брилль — премьера 7 ноября
- «Семья Ферелли теряет покой» Л. Хеллман, режиссёр Е. Агуров — премьера 22 сентября
- «Так и будет» К. Симонова, режиссёр В. Битюцкий — премьера 10 апреля

1946
- «Бессмертный» А. Арбузова и А. Гладков, режиссёр Е. Агуров — премьера 10 февраля
- «Дачники» М. Горького, режиссёр В. Битюцкий — премьера 18 июня
- «За тех, кто в море» Б. Лавренёва, режиссёр Е. Брилль — премьера 27 декабря
- «Много шума из ничего» У. Шекспира, режиссёр В. Лермин — премьера 12 ноября
- «Под каштанами Праги» К. Симонова, режиссёр В. Лермин — премьера 8 марта
- «Сирано де Бержерак» Э. Ростана, режиссёр Е. Брилль — премьера 9 мая
- «Факир на час» В. Дыховичного, режиссёр Е. Агуров — премьера 9 июля

1947
- «Глубокие корни» Д. Гоу и А. Д’Юссо, режиссёр В. Битюцкий — премьера 19 октября
- «За Камой-рекой» В. Тихонова, режиссёр В. Битюцкий — премьера 22 марта
- «Молодая гвардия» А. Фадеева, режиссёр Е. Агуров — премьера 2 августа
- «Мужество» / «Бессмертие» Г. Берёзко, режиссёр Е. Брилль — премьера 7 ноября
- «Победители» Б. Чирскова, режиссёр Е. Брилль — премьера 8 июня
- «Последняя жертва» А. Островского, режиссёр Е. Агуров — премьера 31 декабря
- «Русский вопрос» К. Симонова, режиссёры Е. Брилль и В. Лермин — премьера 4 марта

1948
- «Анна Каренина» по роману Л. Толстого, режиссёр Е. Брилль — премьера 28 сентября
- «В конце лета» / «Бархатный сезон», режиссёры Е. Брилль и Е. Агуров — премьера 24 декабря
- «В одном городе» А. Софронова, режиссёр Е. Агуров — премьера 29 июня
- «Вас вызывает Таймыр» А. Галича и К. Исаева, режиссёр В. Битюцкий — премьера 15 июня
- «Великая сила» Б. Ромашова, режиссёр Е. Брилль — премьера 10 марта
- «Двенадцатая ночь» У. Шекспира, режиссёр В. Битюцкий — премьера 19 апреля
- «Константин Заслонов» А. Мовзон, режиссёры Е. Брилль и В. Битюцкий — премьера 26 октября
- «Поздняя любовь» А. Островского, режиссёр В. Битюцкий — премьера 4 декабря
- «Цель жизни» / «Софья Ковалевская» Братьев Тур, режиссёр А. Випман — премьера 27 мая

1949
- «Враги» М. Горького, режиссёры Е. Брилль и В. Битюцкий — премьера 6 ноября
- «Все мои сыновья» А. Миллера, режиссёр Е. Агуров — премьера 8 января
- «Дворянское гнездо» И. Тургенева, режиссёр Е. Агуров — премьера 20 сентября
- «Девочки» В. Пановой, режиссёр Е. Прасолов — премьера 3 декабря
- «День чудесных обманов» / «Дуэнья» Р. Шеридана, режиссёр В. Битюцкий — премьера 20 марта
- «Дорога первых» А. Салынского, режиссёры Е. Брилль и В. Битюцкий — премьера 13 октября; впервые в СССР
- «Заговор обречённых» Н. Вирты, режиссёр Е. Брилль — премьера 6 марта
- «Московский характер» А. Софронова, режиссёр Е. Брилль — премьера 15 апреля
- «На той стороне» А. Барянова, режиссёр В. Битюцкий — премьера 21 июня
- «Особняк в переулке» Братьев Тур, режиссёр Е. Агуров — премьера 30 декабря
- «Пушкинский спектакль» по произведениям А. Пушкина, режиссёры Е. Брилль, Б. Молчанов и Е. Прасолов — премьера 15 июня
- «Счастье» А. Павленко и С. Радзинского, режиссёр В. Битюцкий — премьера 5 мая
- «Чужая тень» К. Симонова, режиссёр Е. Агуров — премьера 9 июля

1950
- «Битва за жизнь» М. Волина и Е. Шатров, режиссёр А. Шумилин — премьера 30 декабря
- «Благочестивая Марта» Т. де Молины, режиссёры Е. Брилль и Е. Прасолов — премьера 26 апреля
- «Голос Америки» Б. Лавренёва, режиссёр В. Битюцкий — премьера 5 февраля
- «Калиновая роща» А. Корнейчука, режиссёр В. Битюцкий — премьера 7 ноября
- «Потерянный дом» С. Михалкова, режиссёр В. Битюцкий — премьера 17 декабря
- «Приваловские миллионы» Д. Мамина-Сибиряка, режиссёр Е. Брилль — премьера 21 октября; впервые в СССР
- «Семья» И. Попова, режиссёр В. Битюцкий — премьера 6 июня
- «Тайная война» В. Михайлова и Л. Самойлова, режиссёр С. Цихоцкий — премьера 6 июля
- «Чайка» А. Чехова, режиссёры Е. Брилль и С. Цихоцкий — премьера 21 марта

1951
- «Бронепоезд 14-69» В. Иванова, режиссёр Е. Брилль — премьера 5 мая
- «За здоровье молодых» В. Поташова, режиссёр Е. Прасолов — премьера 15 февраля
- «Поют жаворонки» К. Крапивы, режиссёр В. Битюцкий — премьера 6 ноября
- «Таланты и поклонники» А. Островского, режиссёр А. Шумилин — премьера 27 ноября

1952
- «Вей, ветерок» Я. Райниса, режиссёр В. Ильина — премьера 31 января
- «Дорогой бессмертия» В. Брагина и Г. Товстоногова, режиссёр Б. Эрин — премьера 30 декабря
- «Земной рай» О. Васильева, режиссёр А. Шумилин — премьера 23 октября
- «Любовь Яровая» К. Тренёва, режиссёр В. Битюцкий — премьера 6 ноября
- «Незабываемый 1919-й» Вс. Вишневского, режиссёр В. Битюцкий — премьера 6 марта
- «Ревизор» Н. Гоголя, режиссёр Е. Брилль — премьера 8 мая
- «Тридцать серебреников» Г. Фаста, режиссёр А. Шумилин — премьера 24 мая
- «Укрощение строптивой» У. Шекспира, режиссёр Б. Эрин — премьера 19 сентября

1953
- «Девицы-красавицы» А. Симукова, режиссёр В. Битюцкий — премьера 24 января
- «На бойком месте» А. Островского, режиссёр Е. Плавинский — премьера 26 декабря
- «Опасный спутник» А. Салынского, режиссёр Б. Эрин — премьера 25 сентября; впервые в СССР
- «Раки» С. Михалкова, режиссёр Е. Плавинский — премьера 1 октября
- «Сильные духом» Д. Медведева и А. Гребнева, режиссёр В. Битюцкий — премьера 26 июня
- «Сомов и другие» М. Горького, режиссёр В. Битюцкий — премьера 25 ноября
- «Твоё личное дело» Е. Успенской и Л. Ошанина, режиссёр Б. Эрин — премьера 21 мая
- «Третья молодость» Братьев Тур, режиссёр Е. Плавинский — премьера 17 марта
- «Шакалы» А. Якобсона, режиссёр В. Битюцкий — премьера 28 апреля

1954
- «Весенний поток» Ю. Чепурина, режиссёр Е. Плавинский — премьера 27 марта
- «Вишнёвый сад» А. Чехова, режиссёр В. Битюцкий — премьера 29 июня
- «Золотопромышленники» Д. Мамина-Сибиряка, режиссёр Б. Эрин — премьера 3 марта; впервые в СССР
- «Мария Тюдор» В. Гюго, режиссёр Б. Эрин — премьера 10 июня
- «Не называя фамилий» В. Микко, режиссёр Е. Плавинский — премьера 20 ноября
- «Порт-Артур» И. Попова и А. Степанова, режиссёр В. Битюцкий — премьера 28 декабря

1955
- «Годы странствий» А. Арбузова, режиссёр В. Давыдов — премьера 27 марта
- «Крылья» А. Корнейчука, режиссёр В. Битюцкий — премьера 5 ноября
- «Купальщица Сюзанна» А. Упита, режиссёр Б. Эрин — премьера 30 мая
- «Персональное дело» А. Штейна, режиссёр Б. Эрин — премьера 5 марта
- «Размолвка» Ю. Мячина, режиссёры В. Битюцкий, Е. Плавинский — премьера 9 декабря; впервые в СССР
- «Сердце не камень» А. Островского, режиссёр Е. Плавинский — премьера 25 мая
- «Чудак» Н. Хикмета, режиссёр Б. Эрин — премьера 30 декабря

1956
- «Деньги» А. Софронова, режиссёр В. Битюцкий — премьера 24 февраля
- «Несчастный случай» М. Маклярского и Д. Холендро, режиссёр Б. Молчанов — премьера 26 мая
- «Униженные и оскорблённые» Ф. Достоевского, режиссёр Е. Плавинский — премьера 23 марта
- «Филомена Мартурано» Э. Де Филиппо, режиссёр Ю. Сергеев — премьера 2 июня, впервые в СССР
- «Холостяк» И. Тургенева, режиссёр Е. Плавинский — премьера 10 июня
- «Чудесный сплав» В. Киршона, режиссёр Ю. Сергеев — премьера 4 ноября

1957
- «Антоний и Клеопатра» У. Шекспира, режиссёр В. Битюцкий — премьера 9 февраля
- «Гостиница „Астория“» А. Штейна, режиссёр Ю. Сергеев — премьера 28 апреля
- «Каменное гнездо» Х. Вуалиски, режиссёр Е. Плавинский — премьера 11 марта
- «Когда цветёт акация» Н. Винникова, режиссёр Е. Плавинский — премьера 8 июня
- «Кремлёвские куранты» Н. Погодина, режиссёр В. Битюцкий — премьера 2 ноября

1958
- «Бесприданница» А. Островского, режиссёр Ю. Сергеев — премьера 8 января
- «Валенсианская вдова» Л. де Вега, режиссёр Е. Плавинский — премьера 22 февраля
- «Кресло № 16» Д. Угрюмова, режиссёр Ю. Сергеев — премьера 4 октября
- «Светлый май» Л. Зорина, режиссёр В. Битюцкий — премьера 26 ноября
- «Сердца должны гореть» Л. Митрофанова, режиссёр В. Йокар — премьера 28 марта
- «Почему улыбались звёзды» А. Корнейчука, режиссёр Н. Паркалаб — премьера 21 мая
- «Эрнани» В. Гюго, режиссёр В. Битюцкий — премьера 13 сентября
- «Юпитер смеётся» А. Кронина, режиссёр Е. Плавинский — премьера 18 декабря

1959
- «Блудный сын» Э. Раннета, режиссёр Е. Плавинский — премьера 10 марта
- «Братья Ершовы» В. Кочетова, режиссёр В. Битюцкий — премьера 7 февраля; впервые в СССР
- «Горное гнездо» Д. Мамина-Сибиряка, режиссёр В. Битюцкий — премьера 17 декабря; впервые в СССР
- «Доброй ночи, Патриция!» А. де Бенедетти, режиссёр В. Бокарев — премьера 14 мая
- «Маленькая студентка» Н. Погодина, режиссёр Е. Плавинский — премьера 31 декабря
- «Трудный характер» Е. Валов, режиссёр Е. Плавинский — премьера 3 июля; впервые в СССР

1960
- «Власть тьмы» Л. Толстого, режиссёр А. Соколов — премьера 24 декабря
- «Во весь голос», режиссёр А. Липовский — премьера 7 февраля
- «Высшее существо» К. Фехер, режиссёр Е. Плавинский — премьера 29 мая
- «Иркутская история» А. Арбузова, режиссёр В. Битюцкий — премьера 11 октября
- «Опасный возраст» С. Нариньяни, режиссёр Е. Плавинский — премьера 3 декабря
- «Саламандра» В. Очеретина, режиссёр В. Битюцкий — премьера 23 апреля; впервые в СССР
- «Три сестры» А. Чехова, режиссёр Е. Агуров — премьера 12 марта

1961
- «Верю в тебя» В. Коростелёв, режиссёр К. Максимов — премьера 5 апреля
- «Зерно риса» А. Николаи, режиссёр А. Соколов — премьера 27 мая
- «Океан» А. Штейна, режиссёр В. Битюцкий — премьера 17 октября
- «Остров Афродиты» А. Парниса, режиссёр П. Харли — премьера 29 января
- «Потерянный сын» А. Арбузова, режиссёр Е. Плавинский — премьера 23 октября
- «Цветы живые» Н. Погодина, режиссёр В. Битюцкий — премьера 11 марта
- «Четвёртый» К. Симонова, режиссёр А. Соколов — премьера 29 ноября

1962
- «Гибель поэта» В. Соловьёва, режиссёр В. Битюцкий — премьера 31 марта
- «Голубая рапсодия» Н. Погодина, режиссёр Б. Молчанов — премьера 25 февраля
- «Друзья и годы» Л. Зорина, режиссёр А. Соколов — премьера 22 июня
- «Игра без правил» Л. Шейнина, режиссёр М. Сумкин — премьера 30 мая
- «Перед ужином» В. Розова, режиссёр В. Чарковский — премьера 29 декабря

1963
- «Дон Хиль — Зелёные штаны» Т. де Молины, режиссёр В. Битюцкий — премьера 12 февраля
- «Мятеж неизвестных» Г. Боровика, режиссёр А. Соколов — премьера 31 декабря
- «Пигмалион» Б. Шоу, режиссёр А. Соколов — премьера 17 апреля
- «Приваловские миллионы» Д. Мамина-Сибиряка, режиссёр В. Битюцкий — премьера 23 июня
- «Рассудите нас, люди» по одноимённому роману А. Андреева, режиссёр А. Соколов — премьера 28 октября

1964
- «Белоснежка и семь гномов» Л. Устинова и О. Табакова, режиссёры В. Битюцкий, И. Южаков — премьера 13 декабря
- «Мера за меру» У. Шекспира, режиссёр В. Битюцкий — премьера 24 июня
- «Поднятая целина» по роману М. Шолохова, режиссёр В. Битюцкий — премьера 25 февраля
- «Украли консула» Г. Мдивани, режиссёр В. Чарковский — премьера 24 марта

1965
- «Бешеные деньги» А. Островского, режиссёр А. Соколов — премьера 3 марта
- «Дом, где мы родились» П. Когоут, режиссёр В. Битюцкий — премьера 29 декабря
- «Мой бедный Марат» А. Арбузова, режиссёр А. Соколов — премьера 6 октября
- «Перебежчик» Л. Тур и П. Тур, режиссёр В. Битюцкий — премьера 17 сентября
- «Разбуженная совесть» В. Шаврина, режиссёр В. Николаев — премьера 6 мая
- «Скандальное происшествие с мистером Кэттлом и мис Мун» Дж. Пристли, режиссёр Е. Плавинский — премьера 16 апреля
- «Утоление жажды» Ю. Трифонова и А. Морозова, режиссёр В. Битюцкий — премьера 9 февраля

1966
- «Заглянуть в колодец» Я. Волчека, режиссёр А. Соколов — премьера 10 сентября
- «Лиса и виноград» Г. Фигейредо, режиссёр А. Кузнецов — премьера 10 февраля
- «Мещане» М. Горького, режиссёр А. Соколов — премьера 22 декабря
- «Тяжкое обвинение» Л. Шейнина, режиссёр В. Битюцкий — премьера 27 сентября

1967
- «Баловень судьбы» Ю. Мячина, режиссёр А. Соколов — премьера 7 декабря
- «Встречи поздние и ранние» В. Пановой, режиссёр В. Менчинский — премьера 17 июня
- «Захудалое королевство» Г. Селянина и И. Ционского, режиссёр В. Битюцкий — премьера 30 декабря
- «Золотая ночь» Д. Мамина-Сибиряка, режиссёр В. Битюцкий — премьера 28 октября; впервые в СССР
- «Традиционный сбор» В. Розова, режиссёр А. Соколов — премьера 17 мая
- «Шестое июля» М. Шатрова, режиссёр В. Битюцкий — премьера 17 февраля
- «Щит и меч» В. Кожевникова и В. Токарева, режиссёр В. Менчинский — премьера 17 марта

1968
- «Аргонавты» Ю. Эдлиса, режиссёр А. Соколов — премьера 31 октября
- «Варшавская мелодия» Л. Зорина, режиссёр А. Соколов — премьера 14 марта
- «Дети Солнца» М. Горького, режиссёр В. Битюцкий — премьера 7 мая
- «Звонок в пустую квартиру» Д. Угрюмова, режиссёр А. Блинов — премьера 23 апреля
- «Месяц в деревне» И. Тургенева, режиссёр В. Битюцкий — премьера 28 декабря
- «Обыкновенная история» по роману И. Гончарова, режиссёр Ю. Григорьян — премьера 29 июня

1969
- «Вас вызывает Таймыр» А. Галича и К. Исаева, режиссёр А. Соколов — премьера 25 марта
- «Красная Шапочка» Е. Шварца, режиссёр А. Блинов — премьера 6 декабря
- «Орфей спускается в ад» Т. Уильямса, режиссёр А. Блинов — премьера 26 мая
- «Пассажирка» З. Посмыш, режиссёр И. Южаков — премьера 24 октября
- «Третья патетическая» Н. Погодина, режиссёр В. Битюцкий — премьера 22 апреля
- «Человек и джентльмен» Э. Де Филиппо, режиссёры А. Соколов, К. Максимов — премьера 5 февраля

1970
- «Большевики» М. Шатрова, режиссёр А. Соколов — премьера 23 апреля
- «Вкус черешни» А. Осецкой, режиссёр И. Южаков — премьера 16 декабря
- «Гроза» А. Островского, режиссёр А. Блинов — премьера 26 декабря
- «Дама сердца прежде всего» П. Кальдерона, режиссёр В. Битюцкий — премьера 17 февраля; впервые в СССР
- «Кандидат партии» А. Крона, режиссёр А. Соколов — премьера 14 января
- «Ночь ошибок» О. Голдсмита, режиссёр В. Битюцкий — премьера 5 июня

1971
- «А зори здесь тихие…» Б. Васильева, режиссёр А. Соколов — премьера 30 апреля
- «Единственный свидетель» Л. Тур и П. Тур, режиссёр Л. Дурасов — премьера 22 июня
- «Король Фанфарон» П. Гамарры, режиссёр В. Битюцкий — премьера 29 декабря
- «Святая Иоанна» Б. Шоу, режиссёр В. Битюцкий — премьера 28 мая
- «Старший сын» А. Вампилова, режиссёр И. Южаков — премьера 4 ноября
- «У времени в плену» А. Штейна, режиссёр А. Соколов — премьера 17 февраля
- «Человек со стороны» И. Дворецкого, режиссёр А. Блинов — премьера 9 декабря

1972
- «Валентин и Валентина» М. Рощина, режиссёр А. Соколов — премьера 25 марта
- «Затюканный апостол» А. Макаёнок, режиссёр А. Блинов — премьера 8 мая
- «Лошадь Пржевальского» М. Шатрова, режиссёр В. Битюцкий — премьера 30 декабря
- «Миндаугас» Ю. Марцинкявичюса, режиссёр А. Соколов — премьера 30 ноября; впервые в СССР
- «На всякого мудреца довольно простоты» А. Островского, режиссёр А. Паламишев — премьера 7 октября
- «Сослуживцы» Э. Брагинского и Э. Рязанова, режиссёр И. Южаков — премьера 1 марта
- «Трамвай „Желание“» Т. Уильямса, режиссёр В. Битюцкий — премьера 9 июня

1973
- «Безымянная звезда» М. Себастьяна, режиссёр Е. Лифсон — премьера 23 апреля
- «В стране сказок» И. Рубинштейн, режиссёр Э. Аракелов — премьера 28 декабря
- «Всего дороже» В. Попова и Е. Ленской, режиссёр А. Соколов — премьера 22 сентября; впервые в СССР
- «Ночной переполох» М.-Ж. Соважона, режиссёр А. Соколов — премьера 24 мая
- «Перехожу к действию» Э. Вериго, режиссёр В. Битюцкий — премьера 16 декабря; впервые в СССР
- «Проходной балл» Б. Рацера и В. Константинова, режиссёр А. Соколов — премьера 7 сентября
- «Репортаж с петлёй на шее» Ю. Фучика, режиссёр Е. Лифсон — премьера 6 ноября

1974
- «Борис Годунов» А. Пушкина, режиссёр А. Соколов — премьера 17 июня
- «И не могу иначе» О. Сосина, режиссёр В. Битюцкий — премьера 10 декабря
- «Прошлым летом в Чулимске» А. Вампилова, режиссёр Е. Лифсон — премьера 5 мая
- «Своей дорогой» Р. Ибрагимбекова, режиссёр А. Соколов — премьера 19 марта; впервые в СССР

1975
- «Гамлет» У. Шекспира, режиссёр А. Соколов — премьера 28 июля
- «Игра с кошкой» И. Эркеня, режиссёр В. Анисимов — премьера 20 февраля
- «Муж и жена» М. Рощина, режиссёр В. Анисимов — премьера 10 мая
- «Несколько дней без войны» К. Симонова, режиссёр Е. Лифсон — премьера 28 января
- «Принц и нищий» М. Твена, режиссёр В. Анисимов — премьера 29 ноября
- «Русские люди» К. Симонова, режиссёр В. Битюцкий — премьера 24 марта
- «С любовью не шутят» П. Кальдерона, режиссёр Б. Эрин — премьера 31 октября

1976
- «День почти счастливый» Г. Бокарева, режиссёр А. Соколов — премьера 26 февраля; впервые в СССР
- «Драма из-за лирики» Г. Полонского, режиссёр А. Соколов — премьера 30 сентября
- «Интервью в Буэнос-Айресе» Г. Боровика, режиссёр В. Анисимов — премьера 24 марта
- «Моя дочь Нюша» по повести Ю. Яковлева, режиссёр Э. Аракелов — премьера 3 декабря
- «Сладкоголосая птица юности» Т. Уильямса, режиссёр В. Битюцкий — премьера 10 ноября
- «Снятый и назначенный» Я. Волчека, режиссёр В. Битюцкий — премьера 24 апреля
- «Такси в течение получаса» Г. Рябкина, режиссёр В. Анисимов — премьера 18 мая
- «Энергичные люди» В. Шукшина, режиссёр А. Соколов — премьера 2 января

1977
- «Варвары» М. Горького, режиссёр А. Соколов — премьера 24 марта
- «Восемь любящих женщин» Р. Тома, режиссёр В. Анисимов — премьера 25 декабря
- «Дни Турбиных» М. Булгакова, режиссёр В. Анисимов — премьера 31 августа
- «Доктор Назаров» В. Брумеля и В. Шпитального, режиссёр В. Анисимов — премьера 16 января; впервые в СССР
- «Оптимистическая трагедия» Вс. Вишневского, режиссёр А. Соколов — премьера 12 ноября
- «Проделки Ханумы» по пьесе «Ханума» А. Цагарели, режиссёр Г. Черкезишвили — премьера 20 мая
- «Репетитор» по пьесе Георгия Полонского, режиссёр Э. Аракелов — премьера 2 декабря; впервые в СССР

1978
- «Аленький цветочек» по сказке С. Аксакова, режиссёр В. Анисимов — премьера 24 марта
- «Малахитовая шкатулка» Э. Вериго, режиссёр А. Соколов — премьера 30 декабря
- «Мои Надежды» М. Шатрова, режиссёр В. Битюцкий — премьера 7 марта
- «Остановите Малахова!» В. Аграновского, режиссёр А. Соколов — премьера 11 мая
- «Плоды просвещения» Л. Толстого, режиссёр А. Соколов — премьера 18 октября
- «Последний срок» В. Распутина, режиссёр В. Анисимов — премьера 18 ноября

1979
- «Без вины виноватые» А. Островского, режиссёр В. Анисимов — премьера 23 ноября
- «Гнездо глухаря» В. Розова, режиссёр А. Соколов — премьера 28 июня
- «Мышеловка» А. Кристи, режиссёр В. Анисимов — премьера 3 мая
- «Нора» Г. Ибсена, режиссёр А. Соколов — премьера 3 марта
- «Революционный этюд» М. Шатрова, режиссёр А. Соколов — премьера 30 декабря
- «Человеческий голос» Ж. Кокто, режиссёр А. Соколов — премьера 28 августа

1980
- «Берег» Ю. Бондарева, режиссёр А. Соколов — премьера 26 апреля
- «Ненависть» А. Шайкевича, режиссёр А. Соколов
- «Трибунал» А. Макаёнок, режиссёр А. Соколов

1981
- «Долгожданный» А. Салынского, режиссёр А. Соколов
- «Конец недели» Г. Бокарева, режиссёр А. Соколов
- «Стихийное бедствие» Б. Рацера и В. Константинова, режиссёр Н. Чичерина

1982
- «Дикарь» А. Касона, режиссёр В. Анисимов
- «Дорогая Памела» Дж. Патрика, режиссёр А. Попов
- «Памяти поэта» — посвящённый В. Высоцкому спектакль прошёл один раз 27 июня и после был запрещён[18][19]

1983
- «Василиса Прекрасная», режиссёр В. Пашнин
- «Дорогая Елена Сергеевна» Л. Разумовской, режиссёр В. Анисимов
- «Женитьба Бальзаминова» А. Островского, режиссёр А. Попов
- «Магелланы» А. Галлиева
- «Победительница» А. Арбузова, режиссёр А. Попов
- «Чайка» А. Чехова, режиссёр Ф. Григорьян

1984
- «Месье Амилькар, или Человек, который платит» И. Жамиака, режиссёр А. Попов
- «Синее небо, а в нём облака» В. Арро[20]
- «Тартюф» Ж.-Б. Мольера, режиссёр А. Попов

1985
- «Рядовые» А. Дударева, режиссёр В. Анисимов
- «Священные чудовища» Ж. Кокто, режиссёр В. Анисимов

1986
- «Кабанчик» В. Розова, режиссёр В. Анисимов
- «Последний посетитель» В. Дозорцева

1987
- «А этот выпал из гнезда…» Д. Вассермана, режиссёр В. Аулов — премьера 30 мая
- «Завтрак с неизвестными» В. Дозорцева, режиссёр Б. Эрин
- «Игра в фанты» Н. Коляды, режиссёр В. Анисимов
- «На золотом дне» по пьесе Д. Мамина-Сибиряка «Золотопромышленники»
- «Сад без земли» Л. Разумовской, режиссёр В. Марченко
- «Семейный ужин в половине второго» В. Павлова, режиссёр В. Диканский
- «Чёрная невеста» по пьесе Ж.Ануя, режиссёр В. Анисимов
- «Эмигранты» С. Мрожека

1988
- «Последние» М. Горького, режиссёр В. Пашнин

1989
- «Дальше — тишина…» В. Дельмар, режиссёр В. Сливкин
- «Мандат» Н. Эрдмана, режиссёр В. Пашнин
- «Судный день» В. Романова и В. Кузнецова, режиссёр В. Марченко

1990
- «Вишнёвый сад» А. Чехова, режиссёр М. Скоморохов
- «Лев зимой» Д. Голдмена, режиссёр В. Гришанин
- «Недоразумение» А. Камю, режиссёр А. Баранников
- «Танго» С. Мрожека, режиссёр В. Каминский
- «Генералы в юбках» Ж.Ануя, режиссёр В. Каминский

1991
- «О мышах и людях» Д.Стейнбека, режиссёр С. Абдиев
- «Приятная женщина с цветком и окнами на север» Э. Радзинского, режиссёр С. Абдиев
- «Флорентийские ночи» по циклу писем М. Цветаевой, режиссёр Г. Умпелева

1992
- «Стеклянный зверинец» Т. Уильямса, режиссёр И. Махров
- «Театр времён Нерона и Сенеки» Э. Радзинского, режиссёр С. Абдиев
- «Убийство в Немуре» А. Кристи, режиссёр А. Петров

1993
- «Бабочка… бабочка» А. Николаи[итал.], режиссёр В. Аулов
- «Дама с камелиями» Дюма, режиссёр С. Абдиев
- «Страсти под крышей» по пьесе «Семейный портрет с посторонним» С. Лобозёрова, режиссёр В. Марченко

1994
- «Загнанная лошадь» Ф. Саган, режиссёр В. Пашнин
- «Полонез Огинского», режиссёр Н. Коляда
- «Этот пылкий влюблённый» Н. Саймона, режиссёр А. Петров

1995
- «Канотье», автор и режиссёр Н. Коляда

1996
- «Замок Броуди» А. Кронина, режиссёр А. Коробицын
- «Наполеон и Жозефина» Ф. Брукнера, режиссёр В. Анисимов
- «Нелюдимо наше море… или Корабль дураков», режиссёр Н. Коляда
- «Таланты и поклонники» А. Островского, режиссёр А. Любимов

1997
- «Дядя Ваня» А. Чехова, режиссёр А. Кац
- «Куриная слепота», автор и режиссёр Н. Коляда
- «Поминальная молитва» Г. Горина по произведениям Шолом-Алейхема, режиссёр В. Гурфинкель[21] — премьера 11 ноября
- «Русская народная почта» Олега Богаева, режиссёр Н. Коляда

1998
- «Гарольд и Мод» К. Хиггинса и Ж.-К. Карьера, режиссёр В. Гурфинкель — премьера 28 мая
- «Ваша сестра и пленница» Л. Разумовской, режиссёр В. Пашнин

1999
- «Идеальный муж» О. Уайльдa, режиссёр А. Кац
- «Уйди-уйди», автор и режиссёр Н. Коляда
- «Яма», инсценировка О. Богаева по повести А. Куприна, режиссёр В. Гурфинкель

2000
- «Нахлебник» И. Тургенева, режиссёр В. Гурфинкель
- «Плачу вперёд!» Н. Птушкиной, режиссёр В. Пашнин
- «Торжество любви» П. де Мариво, режиссёр В. Агеев

2001
- «Афинские вечера» П. Гладилина, режиссёр В. Марченко — премьера 22 февраля
- «Леди Макбет Мценского уезда» О. Богаева по повести Н. Лескова, режиссёр В. Пашнин
- «Ромео и Джульетта» Уильяма Шекспира, режиссёр Н. Коляда

2002
- «Белоснежка, гномы и Принц», режиссёры В. Макеранец и В. Рубанов
- «Он, она, окно, покойник» Р. Куни, режиссёр Н. Попков — премьера 22 мая
- «Персидская сирень» автор и режиссёр Н. Коляда — премьера 22 ноября; совместный проект с «Коляда-театром»
- «Смерть коммивояжёра» А. Миллера, режиссёр Н. Попков
- «Цилиндр» Э. Де Филиппо, И. Макарова, режиссёр В. Рубанов

2003
- «Все в саду» Э. Олби, режиссёр В. Марченко
- «Комики» Н. Саймона, режиссёр А. Петров
- «Репортаж из Тараскона» О. Данилова, по мотивам произведения А. Доде «Тартарен из Тараскона», режиссёр Д. Астрахан
- «Тролль» по пьесе Пер Гюнт Г. Ибсена
- «Флорентийская мистерия» по мотивам комедии Николло Макиавелли «Мандрагора», режиссёр В. Рубанов — премьера 2 октября

2004
- «The Playboy, или „Удалой молодец — гордость Запада“» Дж. Синга, режиссёр В. Рубанов
- «Августовские киты» Д. Берри, режиссёр Б. Цейтлин
- «Женитьба Бальзаминова» А. Островского, режиссёр В. Рубанов — премьера 29 апреля

2005
- «Сказка о царе Салтане» А. Пушкина
- «Старший сын» А. Вампилова, режиссёр В. Рубанов
- «Странная миссис Сэвидж» Дж. Патрика, режиссёр Е. Ланцов
- «ФАУСТ навсегда» А. Застырца

2006
- «Билет в один конец» А. Углова, режиссёр А. Углов — премьера 18 апреля
- «Завтра было вчера» по пьесе «Всё кончено» Э. Олби, режиссёр Е. Ланцов
- «Золушка» Е. Шварца

2007
- «Афера (Смерть Тарелкина)» А. Сухово-Кобылина, режиссёр С. Варнас
- «Кабала святош» М. Булгакова, режиссёр В. Рубанов
- «Любишь, не любишь» Ф. Булякова, режиссёр А. Абросимов
- «Миллион в брачной корзине» Дж. Скарниччи и Р. Тарабузи, режиссёр В. Пашнин
- «Пигмалион» Б. Шоу, режиссёр А. Исаков

2008
- «Бал воров» Ж. Ануя, режиссёр А. Исаков
- «Зануда» Ф. Вебера
- «Месье Амилькар, или Человек, который платит» И. Жамиака, режиссёр В. Шапиро
- «Сиреневые крылья счастья» Ф. Саган, режиссёр Н. Козоровицкая
- «Бабка-Ёжка и Домовёшка»

2009
- «Вишнёвый сад» А. Чехова, режиссёр В. Рубанов
- «Мой прекрасный Монстр» Дж. Шарки, режиссёр А. Исаков
- «Мэри Поппинс, до свидания!» В. Вербина по произведению П. Треверс, режиссёр А. Русинов
- «Ханума» А. Цагарели, режиссёр А. Исаков — премьера 19 мая

2010
- «Вдовий пароход» И. Грековой и П. Лунгина, режиссёр А. Русинов — премьера 4 мая
- «Пляж Афродиты» Н. Портнова, режиссёр Н. Козоровицкая
- «Под управлением любви» спектакль-концерт актёрской песни, режиссёр А. Русинов

2011
- «Гроза» А. Островского, режиссёр Д. Касимов
- «Дикарь» А. Касона, режиссёр А. Исаков
- «Король умирает» Э. Ионеско, режиссёр К. Занусси
- «Обыкновенная история» В. Розова по роману И. Гончарова, режиссёр А. Русинов

2012
- «Дочки-матери» А. Володина, режиссёр А. Русинов
- «Мастер и Маргарита» по роману М. Булгакова, режиссёр Г. Лифанов — премьера 2 октября
- «Три сестры» А. Чехова, режиссёр Д. Касимов

2013
- «Два приятеля» по повести И. Тургенева, режиссёр Д. Касимов
- «Ещё до войны» В. Липатова, режиссёр А. Русинов
- «Жанна» Я. Пулинович, режиссёр Д. Касимов
- «Кити и Левин. Сны» по мотивам романа Л. Толстого «Анна Каренина», режиссёр В. Попова — премьера 3 июня[22]
- «Синяя птица» М. Метерлинка, режиссёр Д. Зимин
- «Соловей» по сказке Х. Андерсена, режиссёр Д. Касимов

2014
- «FAKE, или Невероятные приключения Бориса Моржова в провинции» О. Богаева по роману А. Иванова «Блуда и МУДО», режиссёр Алексей Логачёв
- «Безумный день, или Женитьба Фигаро» П. де Бомарше, режиссёр С. Афанасьев
- «Вишнёвый ад Станиславского» О. Богаева, режиссёр Д. Касимов
- «Волшебная ночь», режиссёр А. Блинов
- «Доходное место» А. Островского, режиссёр В. Мирзоев — премьера 17 апреля
- «Платонов. Две истории» И. Васьковской по рассказам А. Платонова «Фро» и «Третий сын», режиссёр Д. Зимин
- «Последняя ночь Казановы» по пьесе М. Цветаевой «Феникс», режиссёр А. Блинов
- «Старосветские помещики» Н. Гоголя, режиссёр А. Русинов

2015
- «Гамлет» У. Шекспира, режиссёр Е. Беркович
- «Зойкина квартира» М. Булгакова, режиссёр В. Панков — премьера 27 ноября
- «Игра в джин» Д. Ли Кобурна, режиссёр В. Дьяченко
- «Лифт» И. Васьковской, режиссёр Д. Зимин
- «Питер Пэн» Д. Войдака по произведениям Д. Барри, режиссёр Д. Зимин
- «Соло для часов с боем» О. Заградника, режиссёр А. Праудин
- «Тётки» А. Коровкина, режиссёр О. Гетце

2016
- «Актриса» П. Куилтера, режиссёр А. Баргман
- «Вечер шутов» по одноимённому сценарию И. Бергмана, режиссёр С. Потапов
- «Отцы и дети» И. Тургенева по инсценировке А. Шапиро, режиссёр Д. Зимин — премьера 1 октября
- «Пассажиры» И. Васьковской по рассказам В. Набокова, режиссёр Д. Зимин
- «Призрак замка» В. Вербина, режиссёр А. Русинов
- «Филумена Мартурано» Э. Де Филиппо, режиссёр О. Гетце

2017
- «Дни Турбиных» М. Булгакова, режиссёр А. Баргман — премьера 30 сентября
- «На всякого мудреца довольно простоты» А. Островского, режиссёр А. Праудин
- «Садко» А. Архипова, режиссёр Д. Зимин
- «Спасти Джейсона» П. Куилтера, режиссёр Д. Зимин
- «Способный ученик» И. Васьковской, режиссёр Д. Зимин
- «Только для женщин» С. Синклера, режиссёр А. Бадаев — премьера 12 мая

2018
- «Вий» В. Сигарева по одноимённой повести Н. Гоголя, режиссёр Д. Зимин — премьера 22 мая
- «Двенадцатая ночь, или Что вам угодно» У. Шекспира, режиссёр А. Баргман — премьера 29 декабря
- «Железнова Васса Мать» М. Горького, режиссёр У. Баялиев — премьера 26 октября
- «Кроткая» Ф. Достоевского, режиссёр Д. Зимин — премьера 22 ноября
- «Оркестр навсегда»
- «Страшный суп» О. Богаева, режиссёр О. Богаев
- «Три мушкетёра» А. Дюма (отца), режиссёр М. Заец — премьера 17 июня
- «Чайка» А. Чехова, режиссёр Г. Козлов

2019
- «Загнанных лошадей пристреливают, не правда ли?» Х. Маккоя, режиссёр А. Бадаев
- «Золотой телёнок» по одноимённому роману И. Ильфа и Е. Петрова, режиссёр А. Праудин
- «Головлёвы» И. Васьковской по роману М. Салтыкова-Щедрина «Господа Головлёвы», режиссёр Д. Зимин — премьера 5 июня
- «Мадам Рубинштейн» Дж. Мисто, режиссёр Д. Зимин — премьера 29 декабря

2020
- «Близость» П. Марбера, режиссёр М. Заец — премьера 18 сентября
- «Марьино поле» О. Богаева, режиссёр Д. Зимин
- «Визит старой дамы» Ф. Дюрренматта, режиссёр Е. Равинский
- «Тётушка Чарли» Б. Томаса, режиссёр А. Бадаев — премьера 29 декабря
- «Человек на часах» Н. Лескова, режиссёр В. Кравцев

2021
- «Магнит» Т. Михалевского, режиссёр А. Бадаев — премьера 10 сентября
- «Пролетая над гнездом кукушки» И. Васьковской по одноимённому роману К. Кизи, режиссёр Д. Зимин — премьера 26 марта
- «Служебный роман» по пьесе Э. Брагинского и Э. Рязанова «Сослуживцы», режиссёр Д. Зимин — премьера 26 ноября

2022
- «Анна Каренина» по роману Л. Толстого, режиссёр М. Заец — премьера 21 октября
- «Всё невпопад» по мотивам средневековых французских фарсов, режиссёр Н. Бурлаков
- «Мороз» К. Стешика, режиссёр Д. Зимин
- «Ночь нежна» Ф. Фицджеральда, режиссёр А. Бадаев — премьера 25 августа
- «Облако-рай» по мотивам прозы Г. Николаева, режиссёр Д. Чащин — премьера 25 марта

2023
- «А зори здесь тихие…» Б. Васильева, режиссёр П. Куртов — премьера 7 мая
- «Босяки во фраках» Эдуардо Скарпетта[итал.], режиссёр Н. Реутов — премьера 29 декабря
- «Двое на качелях» У. Гибсона, режиссёры А. Кусков и А. Каткова — премьера 20 января
- «Измена» Л. Зорина, режиссёр В. Панков — премьера 25 августа
- «Летят журавли» В. Розова, режиссёр Д. Зимин — премьера 28 апреля

2024
- «Евгений Онегин» А. Пушкина, режиссёр М. Заец — премьера 16 марта

Данные о постановках 1930—1980 годов даются по книге Ю. Матафоновой «Свердловский драматический» (1980), сборнику «Галина Умпелева — Народная артистка России» (2019), а также сайту театра.